# George Simond
George Simond (n. 23 ianuarie 1867, Londra, Regatul Unit al Marii Britanii și Irlandei – d. 9 aprilie 1941, Monte Carlo, Commune of Monaco⁠(d), Monaco) a fost un jucător de tenis britanic, medaliat olimpic. A participat la o ediție a Jocurilor Olimpice (1908) în care a câștigat o medalie de argint.

## Participări
Lista de mai jos prezintă principalele competiții la care a participat George Simond de-a lungul carierei.
- tennis at the 1908 Summer Olympics – men's indoor doubles[*]